# 残酷裸の魔境/ブードゥー伝説
残酷裸の魔境/ブードゥー伝説（ざんこくはだかのまきょう/ブードゥーでんせつ、原題:Le Vaudou） 1973年のフランスのモンド映画。
「裸の魔境」の続編的映画だが、因習、奇習等を描いているものの、イタリアの『残酷猟奇地帯』と並ぶ血みどろで、ひたすらグロテスクなモンド映画。

## 内容
西アフリカの旧ベナン王国にカメラを持ち込み、そこで見たブードゥー教の異常な姿と因習と目を覆うショッキングな場面を映し出す。血みどろのいけにえ祭り、生きたヤギのノドを切り裂いて流れでる血と肉とトウモロコシの粉をまぜた血のスープ、割礼、死者を蘇生させる儀式などが盛り込まれている。

## スタッフ
- 監督・脚本：ジャン＝リュック・マタロン
- 撮影：ベルナール・ルラ
- 音楽：フランソワ・ラバト